# Màriya al-Qibtiyya
Màriya al-Qibtiyya (àrab: مارية القبطية, Māriya al-Qibṭiya, literalment ‘Maria la Copta’) o Màriya bint Xamun (àrab: مارية بنت شمعون, Māriya bint Xamʿūn) (?-637,febrer) fou una jove copta que, juntament amb la seva germana Sirín, fou regalada a Mahoma entre el 627 i el 629. El Profeta va oferir Sirín a Hassan ibn Thàbit, però sentí una gran passió per Màriya, a qui va instal·lar a Medina, on l'anava a visitar dia i nit, tot desfermant la gelosia de les seves altres dones o, com a mínim, la d'Hafsa i la d'Àïxa).
Hafsa hauria sorprès Mahoma en relacions íntimes amb Màriya al-Qibtiyya un dia que era el torn d'Àïxa. Mahoma confessà a Hafsa alguna cosa, pot ser que això havia passat altres cops, i li va fer prometre que no ho revelaria. Aquesta, però, li ho hauria explicat a Àïxa. Mahoma va prometre a Hafsa que no tindria més relacions amb Màriya al-Qibtiyya, però quan Hafsa trencà la promesa, Mahoma se sentí lliure de trencar al seu torn la seva.
Màriya al-Qibtiyya va donar un fill a Mahoma, de nom Ibrahim, que hauria mort el dia d'un eclipsi de sol. Com que se sap que hi va haver un eclipsi el 27 de gener de 632, aquesta degué ésser la data de la mort d'Ibrahim ibn Muhàmmad. Després de vídua va rebre una pensió dels califes Abu-Bakr i Úmar que cobrà fins a la seva mort el febrer del 637.